# Asociación Argentina de Grasas y Aceites
La Asociación Argentina de Grasas y Aceites (ASAGA) es una organización sin fines de lucro de la Argentina, dedicada a la investigación y difusión de los aspectos científicos y técnicos relacionados con las grasas, aceites y derivados, así como recibir fondos públicos destinados a investigación y desarrollo (I+D) en los términos del artículo 1 de la Ley 23.877.
ASAGA es la entidad referente en su especialidad en América Latina. Está conformada por técnicos, profesionales, especialistas, investigadores, instituciones, y empresas, de distintos puntos del país. Cuenta con más de 20 años de vida, remontándose su fundación al año 1989 en la ciudad de Buenos Aires.
VISIÓN
Ser una organización sin fines de lucro de alta relevancia técnica y científica
MISIÓN
Generar acciones que favorezcan a la investigación y desarrollo dentro de la especialidad. Capacitar al personal relacionado con la actividad, propendiendo al mejoramiento de la producción de aceites, grasa, y derivados.
Cooperar con organismos públicos y privaodos en los aspectos técnicos y científicos.
Difundir los aspectos relevantes de la especialidad.

## Revista
Publica la revista trimestral A&G (aceites y Grasas).
A&G es una publicación trimestral cuyo propósito es difundir aspectos técnicos, científicos y de carácter general dentro del rubro de las grasas, aceites y derivados de aplicación alimentaria.
La publicación está destinada a profesionales, técnicos e idóneos que desarrollan actividades dentro de la especialidad del rubro.
Dada la jerarquía de los anunciantes que con ella colaboran, es material de consulta permanente para jefes de compra y para quienes en definitiva deben resolver una operación comercial dentro de una fábrica.
A&G incluye una amplia variedad de temas a saber:
- Noticias que hacen al ambiente de las grasas y los aceites.
- Notas de mercado y datos estadísticos.
- Una amplia sección técnica que abarca tópicos tales como:
• Salud y Nutrición
• Oleoquímica
• Oleaginosas tradicionales
• Metodología analítica
• Seguridad y medio ambiente
• Refinación de aceites vegetales
• Preparación, equipos y procesos
• Novedades sobre equipos

### Otras organizaciones rurales de la Argentina
- Aceite vegetal
- Economía de Argentina
- Patronal